# Caitlin Todd
Caitlin "Kate" Todd az NCIS című filmsorozat egykori szereplője, a négy főszereplő egyike volt, akit Sasha Alexander alakított. Magyar hangja: Balázs Ági.

## Caitlin Todd
Pszichológiából diplomázott. Kate a titkosszolgálatnak dolgozott az elnök testőreként, mígnem egy  gyilkossági ügy Gibbs és az NCIS mellé sodorja. Gyakran kérdőjelezi meg a fennhatóságot, köztük Gibbsét. A helyszíneken Todd ügynök gyakran fotóz, hobbija a rajzolás, így pályafutása során Gibbs kérésére többször készít fantomképet a gyanúsítottakról. Szívesen rajzolja le munkatársait is. A csapat másik női tagjával, Abby-vel nagyon közeli a kapcsolata. Kate és DiNozzo között amolyan szeretem/gyűlölöm viszony van. Ducky gyakran nevezi őt teljes keresztnevén a "Kate" helyett. A második évad végén Ari Haswari, akinek küldetése állítólagosan Gibbs likvidálása volt, megöli őt szolgálat közben. Halála után Elnöki Szabadság Érdemrenddel jutalmazzák, amiért megelőzött egy terrortámadást.